# Risako Kawai

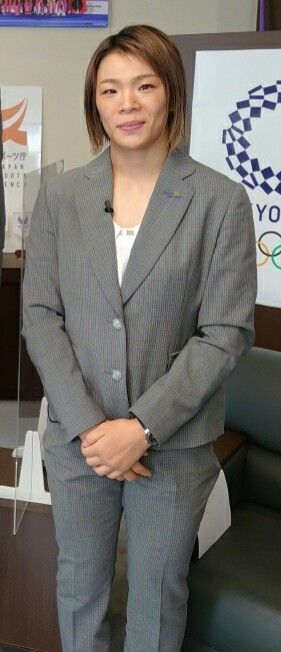
Risako Kawai

Risako Kawai, född 21 november 1994 i Tsubata, är en japansk brottare som vann guld i 63 kg fristil vid Olympiska sommarspelen 2016.